# Antony Sher
Sir Antony Sher, KBE (* 14. Juni 1949 in Kapstadt, Südafrika; † 2. Dezember 2021 in Stratford-upon-Avon) war ein britischer Schauspieler, Schriftsteller und Maler.

## Leben
Sher wurde 1949 in Kapstadt, Südafrika geboren. Sein Cousin ist Ronald Harwood, Theaterschauspieler, Dramatiker und Drehbuchautor.
Nach seinem Militärdienst verließ er Südafrika und zog nach London. Er arbeitete als Schauspieler vorwiegend im Vereinigten Königreich und nahm die britische Staatsbürgerschaft an. Von 1969 bis 1971 studierte er in London am Webber Douglas Academy of Dramatic Art. Nach seiner Ausbildung und einigen ersten Auftritten mit der Theatergruppe Gay Sweatshop schloss er sich 1982 der Royal Shakespeare Company an.
Seinen beruflichen Durchbruch hatte Sher 1985, als er die Hauptrolle in Shakespeares Richard III spielte. Für diese Rolle erhielt er den hochdekorierten Laurence Olivier Award. Seitdem spielte er in vielen großen Produktionen wie Tamburlaine, Cyrano de Bergerac, Stanley und Macbeth.
Im Fernsehen trat er 1981 in der Serie The History Man und 2002 in The Jury auf. 2003 spielte er die Hauptrolle in einer Adaption von James Graham Ballards Kurzgeschichte The Enormous Space, die unter dem Titel Home auf BBC Four verfilmt wurde.
Im Jahre 1997 übernahm Sher die Rolle von Benjamin Disraeli in dem Film Ihre Majestät Mrs. Brown. Im gleichen Jahr erhielt er seinen zweiten Laurence Olivier Award für seine Rolle als Stanley Spencer. 2005 heiratete er den Regisseur Gregory Doran. Das Paar gehörte zu den ersten schwulen Paaren, die im Vereinigten Königreich eine Eingetragene Partnerschaft eingingen.
Antony Sher erhielt den Knight Commander des Order of the British Empire.
Im September 2021 wurde bei Sher Krebs diagnostiziert, an dessen Folgen er Anfang Dezember 2021 im Alter von 72 Jahren starb.

## Filmografie (Auswahl)
- 1973–1974: 2nd House (Fernsehserie, 2 Episoden)
- 1978: Pickersgill People (Fernsehserie, 2 Episoden)
- 1979: One Fine Day (Fernsehfilm)
- 1979: Yanks – Gestern waren wir noch Fremde (Yanks)
- 1980: Superman 2
- 1985: Shadey
- 1989: Erik der Wikinger (Erik the Viking)
- 1990: Screenplay (Fernsehserie, 1 Folge)
- 1993: Genghis Cohn
- 1995: Das Handbuch des jungen Giftmischers (The Young Poisoner's Handbook)
- 1996: Sturm in den Weiden (The Wind in the Willows)
- 1997: Ihre Majestät Mrs. Brown (Mrs. Brown)
- 1998: Shakespeare in Love
- 2000: Der Mann der tausend Wunder (The Miracle Maker)
- 2001: Macbeth (Fernsehfilm)
- 2002: The Jury (Fernsehserie, 6 Episoden)
- 2004: Churchill: The Hollywood Years
- 2007: Primo (Fernsehfilm)
- 2008: 3 und raus! (Three and Out)
- 2010: Wolfman
- 2011: The Shadow Line (Fernsehserie)
- 2013: Agatha Christie’s Marple (Fernsehserie, 1 Episode)
- 2013: Der Hobbit: Smaugs Einöde (The Hobbit: The Desolation of Smaug, Extended Edition)
- 2014: War Book

## Werke (Auswahl)
- Woza Shakespeare: Titus Andronicus in South Africa mit Gregory Doran (1997),
- Year of the King, 1985
- Beside Myself, 2002
- Characters, 1990
- Primo Time, 2005
- Cheap Lives, 1995
- The Indoor Boy, 1996
- Middlepost, 1989
- The Feast, 1999
- ID, 2003

## Ehrungen
- 1985: Laurence Olivier Award für bester Schauspieler, in Richard III
- 1985: Evening Standard Award für bester Schauspieler, in Richard III
- 1997: Laurence Olivier Award für bester Schauspieler in dem Stück Stanley
- 1998: Ehrendoktor of Letters von der Liverpool University
- 2000: Knight Commander of the British Empire, Knight Commander (KBE) für seine Verdienste am Theater